# Mściciel (powieść Fredericka Forsytha)
Mściciel (ang. Avenger) – powieść sensacyjna brytyjskiego pisarza Fredericka Forsytha wydana we wrześniu 2003 roku, opublikowana w Polsce w tym samym roku w przekładzie Jacka Manickiego i Witolda Nowakowskiego.  W 2006 roku na jej postawie powstał amerykański film telewizyjny The Avenger w reżyserii Roberta Markowitza.

## Fabuła
Akcja powieści rozgrywa się niemal na wszystkich kontynentach (Ameryka Północna, Europa, Bliski Wschód, Ameryka Południowa). Głównym bohaterem jest Cal Dexter – prawnik z New Jersey, były żołnierz formacji „Szczurów tunelowych” z Wietnamu. Po śmierci żony i córki prowadzi on skromną kancelarię adwokacką w sennym miasteczku w stanie New Jersey. Mimo to, jego życie jest dalekie od normalności. Na specjalne życzenie prywatnych klientów staje się on mścicielem, czyli najemnikiem, który ma za zadanie ścigać przestępców oraz zbrodniarzy wojennych i doprowadzać ich przed sąd. Oczywiście jego działania są nielegalne i bardzo kosztowne, więc kontaktuje się on ze swoimi zleceniodawcami tylko za pomocą telefonu i internetu. Jego nowym zadaniem staje się wytropienie serbskiego watażki i zbrodniarza wojennego, Zorana Żilicia. Zlecenie składa kanadyjski milioner i przemysłowiec, którego wnuk został zabity przez Żilicia, podczas gdy udzielał pomocy bośniackim uchodźcom. Dexter wyrusza na misję. Parasol ochronny nad Żiliciem rozciąga jednak CIA.